# Hodikof Island
Hodikof Island ist eine Insel der Near Islands, einer Inselgruppe im äußersten Westen der Aleuten, Alaska. Ihr Name stammt von Kap Hodikof Point, und sie liegt 2,8 km davon entfernt in der Sarana Bay auf der Ostseite von Attu. Das seewärts vorgelagerte Riff wird Hodikof Reef genannt.